# Liste des communes de la région de Bruxelles-Capitale

Les 19 communes de la Région de Bruxelles-Capitale.

Cet article recense les 19 communes de la Région de Bruxelles-Capitale, en Belgique.

## Liste
| Nom français          | Nom néerlandais        | Type    | Superficie (km2) | Population (2025) | Densité (hab./km2) | Sections                                      | Carte | Drapeau | Blason |
| --------------------- | ---------------------- | ------- | ---------------- | ----------------- | ------------------ | --------------------------------------------- | ----- | ------- | ------ |
| Anderlecht            | Anderlecht             | Commune | +017,74          | +128 724,         | +06 938,           |                                               |       |         |        |
| Auderghem             | Oudergem               | Commune | +009,03          | +035 698,         | +03 762,           |                                               |       |         |        |
| Berchem-Sainte-Agathe | Sint-Agatha-Berchem    | Commune | +002,95          | +025 803,         | +08 541,           |                                               |       |         |        |
| Ville de Bruxelles    | Brussel (stad)         | Ville   | +032,61          | 198 314           | +05 514,           | Bruxelles, Laeken, Neder-Over-Heembeek, Haren |       |         |        |
| Etterbeek             | Etterbeek              | Commune | +003,15          | +049 131,         | +15 241,           |                                               |       |         |        |
| Evere                 | Evere                  | Commune | +005,02          | +045 892,         | +08 284,           |                                               |       |         |        |
| Forest                | Vorst                  | Commune | +006,25          | +058 675,         | +08 948,           |                                               |       |         |        |
| Ganshoren             | Ganshoren              | Commune | +002,64          | +025 693,         | +09 400,           |                                               |       |         |        |
| Ixelles               | Elsene                 | Commune | +006,34          | +089 897,         | +13 671,           |                                               |       |         |        |
| Jette                 | Jette                  | Commune | +005,04          | +054 390,         | +10 400,           |                                               |       |         |        |
| Koekelberg            | Koekelberg             | Commune | +001,17          | +022 979,         | +18 770,           |                                               |       |         |        |
| Molenbeek-Saint-Jean  | Sint-Jans-Molenbeek    | Commune | +005,89          | +098 713,         | +16 384,           |                                               |       |         |        |
| Saint-Gilles          | Sint-Gillis            | Commune | +002,52          | +048 827,         | +19 728,           |                                               |       |         |        |
| Saint-Josse-ten-Noode | Sint-Joost-ten-Node    | Commune | +001,14          | +027 258,         | +23 761,           |                                               |       |         |        |
| Schaerbeek            | Schaarbeek             | Commune | +008,14          | +129 775,         | +16 161,           |                                               |       |         |        |
| Uccle                 | Ukkel                  | Commune | +022,91          | +087 194,         | +03 612,           |                                               |       |         |        |
| Watermael-Boitsfort   | Watermaal-Bosvoorde    | Commune | +012,93          | +025 327,         | +01 947,           |                                               |       |         |        |
| Woluwe-Saint-Lambert  | Sint-Lambrechts-Woluwe | Commune | +007,22          | +060 956,         | +07 825,           |                                               |       |         |        |
| Woluwe-Saint-Pierre   | Sint-Pieters-Woluwe    | Commune | +008,85          | +042 549,         | +04 722,           |                                               |       |         |        |

## Anciennes communes

### Sections
La région de Bruxelles a trois anciennes communes datant de 1921, qui ont gardé leur propre code postal et ont le statut de section. Elles ont fusionné avec Bruxelles-Ville pour donner la commune Ville de Bruxelles: 
| Nom français        | Nom néerlandais     | Commune            | Superficie (km²) | Population (2012) | Densité (hab./km²) | Code postal | Carte | Drapeau | Blason |
| ------------------- | ------------------- | ------------------ | ---------------- | ----------------- | ------------------ | ----------- | ----- | ------- | ------ |
| Haren               | Haren               | Ville de Bruxelles | +005,83          | 4 635             | +00795,            | 1130        |       |         |        |
| Laeken              | Laken               | Ville de Bruxelles | +009,25          | 60 295            | 6 518              | 1020        |       |         |        |
| Neder-Over-Heembeek | Neder-Over-Heembeek | Ville de Bruxelles | +005,41          | 17 595            | +03 252,           | 1120        |       |         |        |

### Autres anciennes communes
D'autres anciennes communes existent mais datent du XVIIIe ou du XIXe siècle et n'ont donc pas leur propre code postal. De plus, elles ne portent généralement pas le titre de section. 